# Lasioglossum nitididorsatum
Lasioglossum nitididorsatum là một loài Hymenoptera trong họ Halictidae. Loài này được Benoist mô tả khoa học năm 1950.